# Hornsby (Stany Zjednoczone)
Hornsby – miasto w Stanach Zjednoczonych, w stanie Tennessee, w hrabstwie Hardeman.